# Momtjilovo
Momtjilovo (bulgariska: Момчилово) är ett distrikt i Bulgarien.   Det ligger i kommunen Obsjtina Vetrino och regionen Oblast Varna, i den östra delen av landet, 300 km öster om huvudstaden Sofia.
Trakten runt Momtjilovo består till största delen av jordbruksmark. Runt Momtjilovo är det ganska glesbefolkat, med 25 invånare per kvadratkilometer.